# Federazione cestistica della Guinea Equatoriale
La Federazione cestistica della Guinea Equatoriale è l'ente che controlla e organizza la pallacanestro in Guinea Equatoriale.
La federazione controlla inoltre la nazionale di pallacanestro della Guinea Equatoriale e ha sede a Malabo.
È affiliata alla FIBA dal 1994 e organizza il campionato di pallacanestro della Guinea Equatoriale.